# Oscar Sorgato

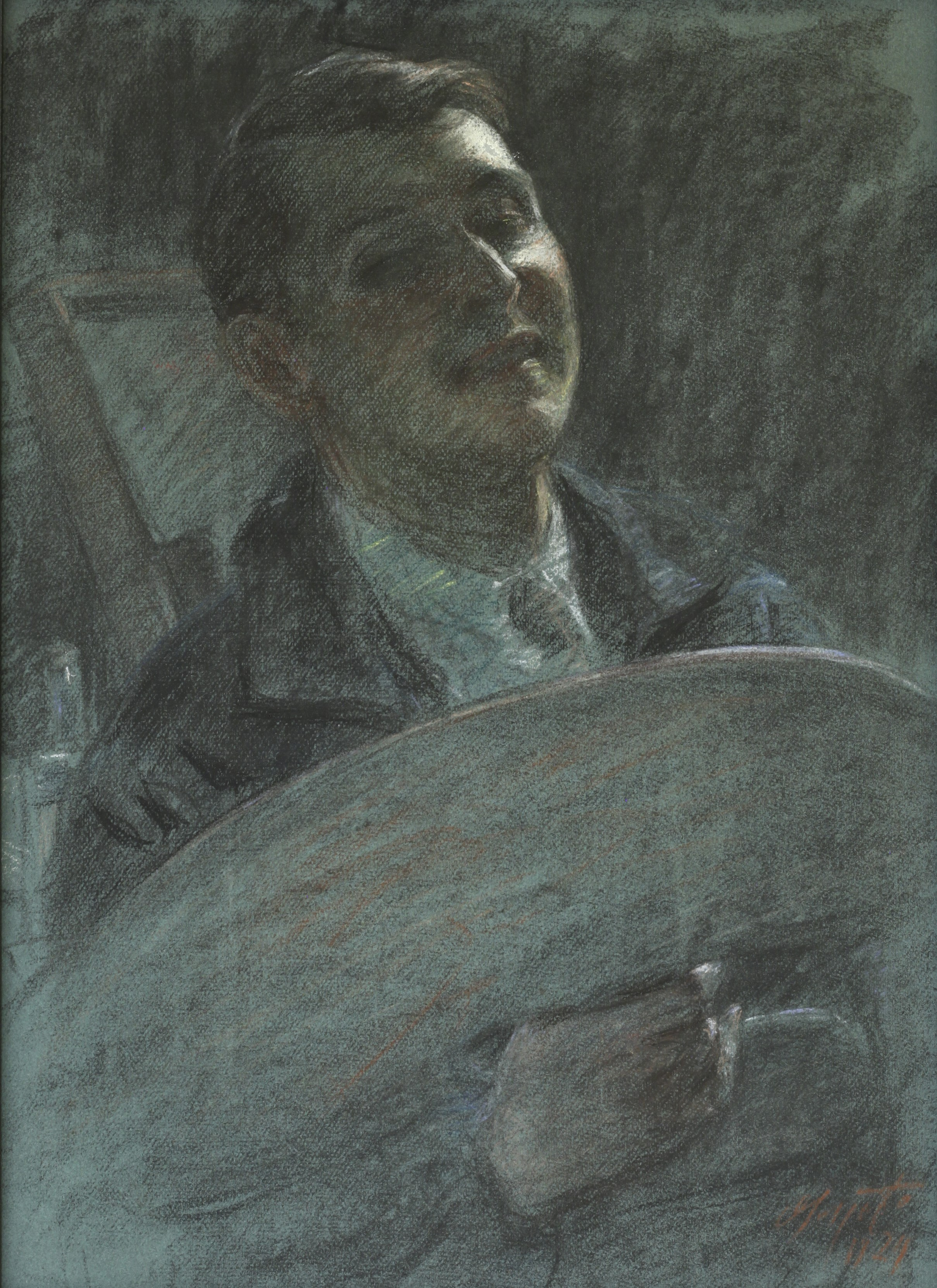
Oscar Sorgato, Autoritratto, 1929, pastello su cartoncino. Milano, collezione Koelliker

Oscar Sorgato (Modena, 2 ottobre 1902 – Milano, 16 luglio 1941) è stato un pittore italiano.

## Biografia
Nacque a Modena nel 1902 e fin da subito ricevette una serie di stimoli nel contesto di una famiglia di imprenditori fotografi e di artisti residenti tra l'Emilia e il Veneto. 
Nel 1918 entrò all'Istituto di Belle Arti di Modena, dove perdurava un orientamento artistico accademico legato ancora al verismo e al simbolismo. L'ultimo anno della sua carriera accademica fu segnato dalla riforma Gentile che trasformò l'Accademia in Istituto d'Arte "Adolfo Venturi", proponendo un orientamento verso forme d'arte applicate all'industria.  Presto Sorgato fu erede in particolar modo degli insegnamenti del pittore Camillo Verno e Evaristo Cappelli che lo guidarono nei primi esiti figurativi.
In seguito a una serie di lutti che colpirono la famiglia, dalla morte del fratellino Alberto alla scomparsa della madre Ernesta Cozzi, qualche anno più tardi il padre, l'accreditato fotografo Ferruccio Sorgato, si sposò in seconde nozze con la giovane Carmen Marani e risiedettero in via San Carlo n. 8 
Nel 1924 Sorgato vinse il Concorso Magnanini per la classe di pittura sul tema Nudo dipinto e si aggiudicò anche l'ambito Premio Poletti con l'opera San Francesco e le tortore, che gli consentirà di perfezionarsi nella pittura a Roma tra il 1925 e il 1927. 

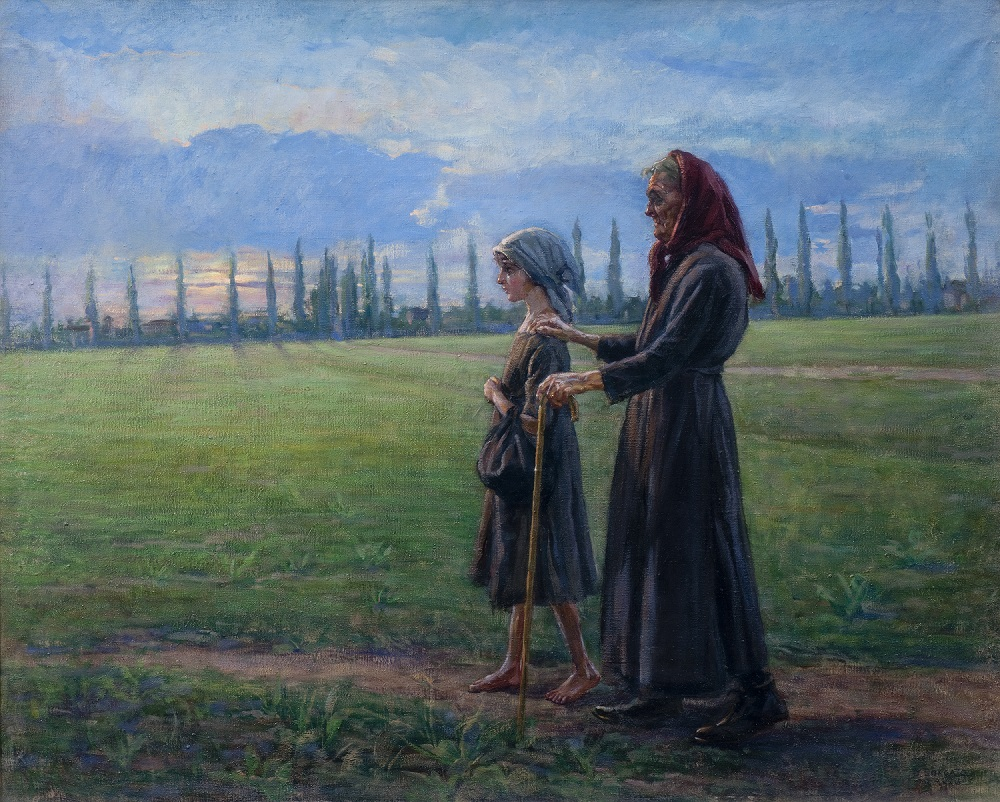
Oscar Sorgato, La cieca, 1926, olio su tela. Museo civico di Modena

Nel 1926, nonostante i repentini spostamenti che intraprese tra Modena e Roma, riuscì a consegnare alla Galleria Poletti il saggio del I anno di Pensionato raffigurante La Madonna col Bambino, una copia derivante dall'opera di Murillo, e riuscì anche a lavorare su La cieca, il suo saggio di II anno.

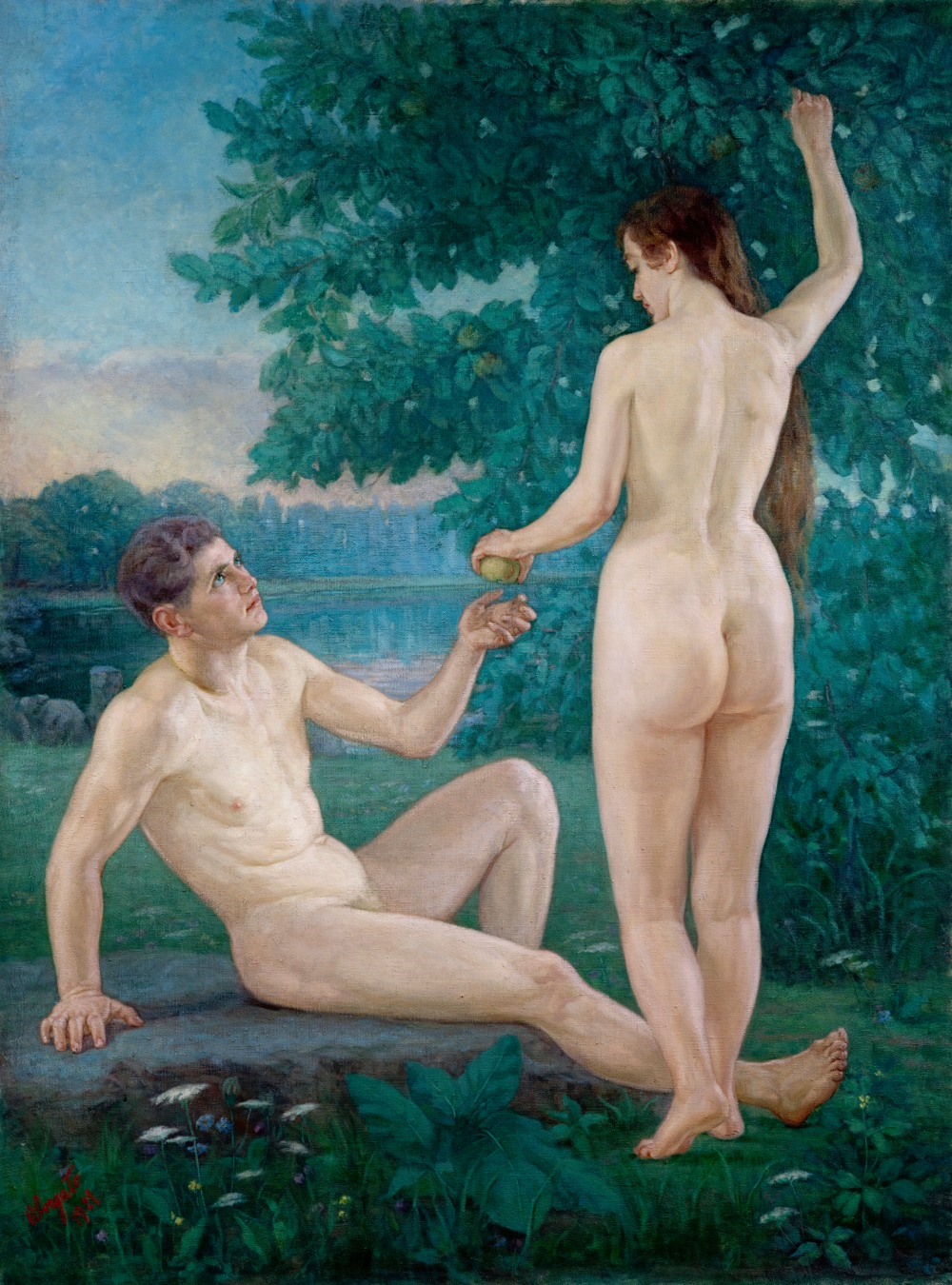
Oscar Sorgato, Adamo ed Eva, 1927, olio su tela. Museo civico di Modena

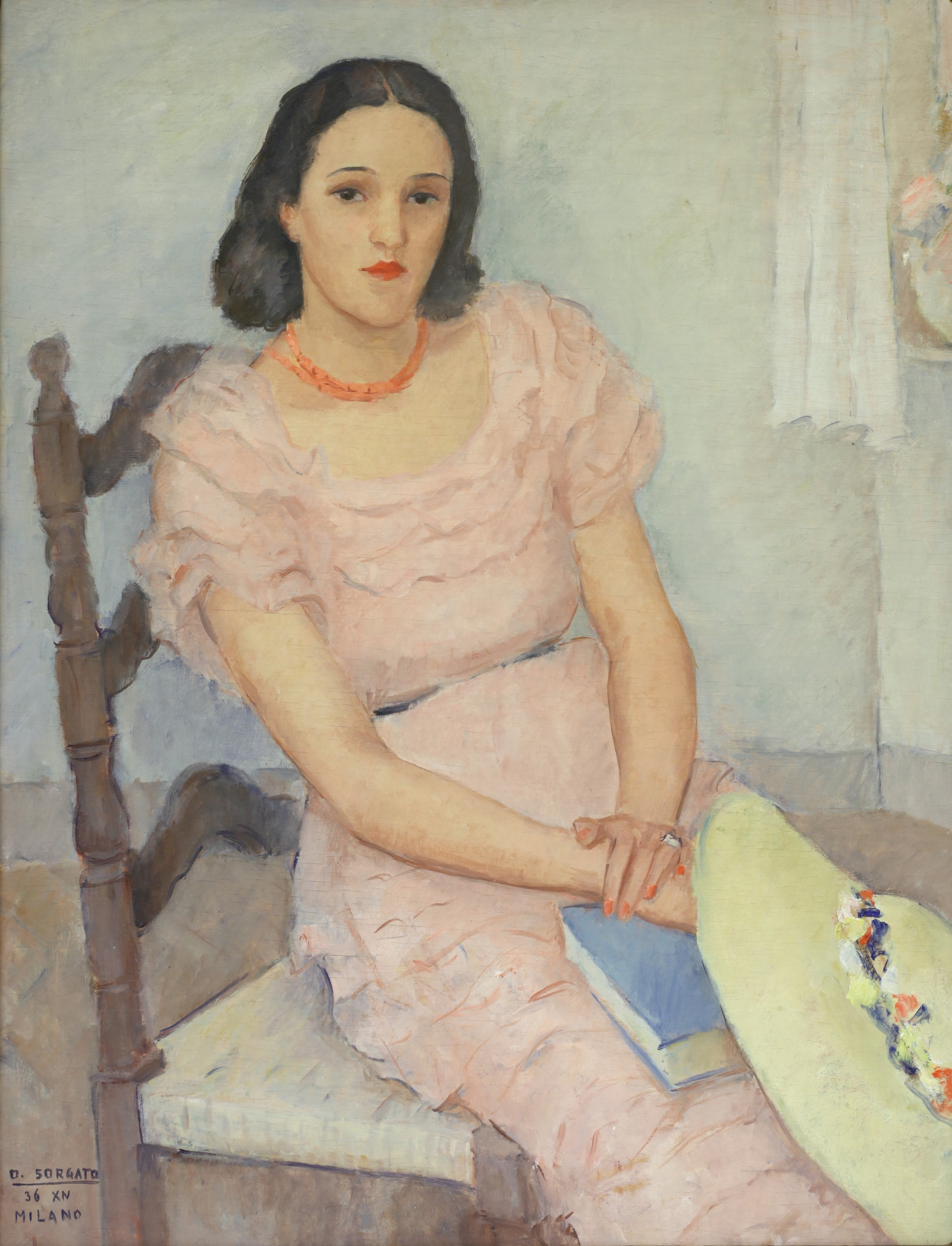
Oscar Sorgato, Ritratto di giovane donna in rosa, 1936, olio su tela. Milano, collezione Koelliker

Nel 1927 insieme allo scenografo e professore di decorazione Enrico Ferrari realizzò gli affreschi nell'abside nella chiesa di Sant'Agostino a Reggio Emilia, raffigurando Cristo e gli Apostoli Pietro, Giacomo e Giovanni. Nello stesso anno Sorgato presentò il suo III Saggio di Pensionato, Adamo ed Eva. Contemporaneamente la Galleria Poletti gli consentì in rilascio provvisorio il suo I saggio per poter accedere al concorso per un posto di assistente alla Civica Scuola di Pavia di Pittura. Accettando questo ruolo, Sorgato tuttavia dovette rinunciare all'ultimo anno del Pensionato Poletti e, da lì a pochi anni, si trasferì a Milano, dove fu nominato insegnante di Disegno e Pittura alla Scuola Superiore degli Artefici dell'Accademia di Brera. È proprio grazie al suo trasferimento a Milano che l'artista seppe riscattare il suo stile personale intercettando le atmosfere del chiarismo e avviandosi a una svolta all'insegna di significativi cambiamenti pittorici. 
Dal 1929 Sorgato partecipò alle più influenti esposizioni d'arte italiana organizzate alla Permanente, tanto che nel 1932 il Ministero dell'Educazione Nazionale gli consegnò una Medaglia d'Oro per la pittura, ricevuta grazie alla tela Donne al mare, opera presentata alla III Mostra Sindacale Regionale di Belle Arti.
Non mancarono i soggiorni a Burano, città che lo ispirò nelle sue tele di paesaggio, e a Roma, dove partecipò alla Prima Quadriennale d'Arte Nazionale di Roma nel 1931, alla II Mostra Internazionale d'Arte Sacra di Roma, alla V Mostra Sindacale Interprovinciale Fascista di Belle Arti nel 1934, e alla Seconda Quadriennale di Roma in Palazzo delle Esposizioni nel 1935.
In riferimento al drastico calo di nascite che segnò la Milano degli anni Trenta, con l'opera Maternità vinse il Premio Cassani per la pittura nel 1934. 
Nel 1936 espose per la prima volta alla XX Esposizione Biennale d'Arte di Venezia proponendo Modella in nero.
A partire dal 1937 Sorgato fu spesso ricoverato all'Ospedale Maggiore ma costante fu la sua attività di pittore, ciò è dimostrato dalla serie di disegni e dipinti che eseguì fino al 1939. 

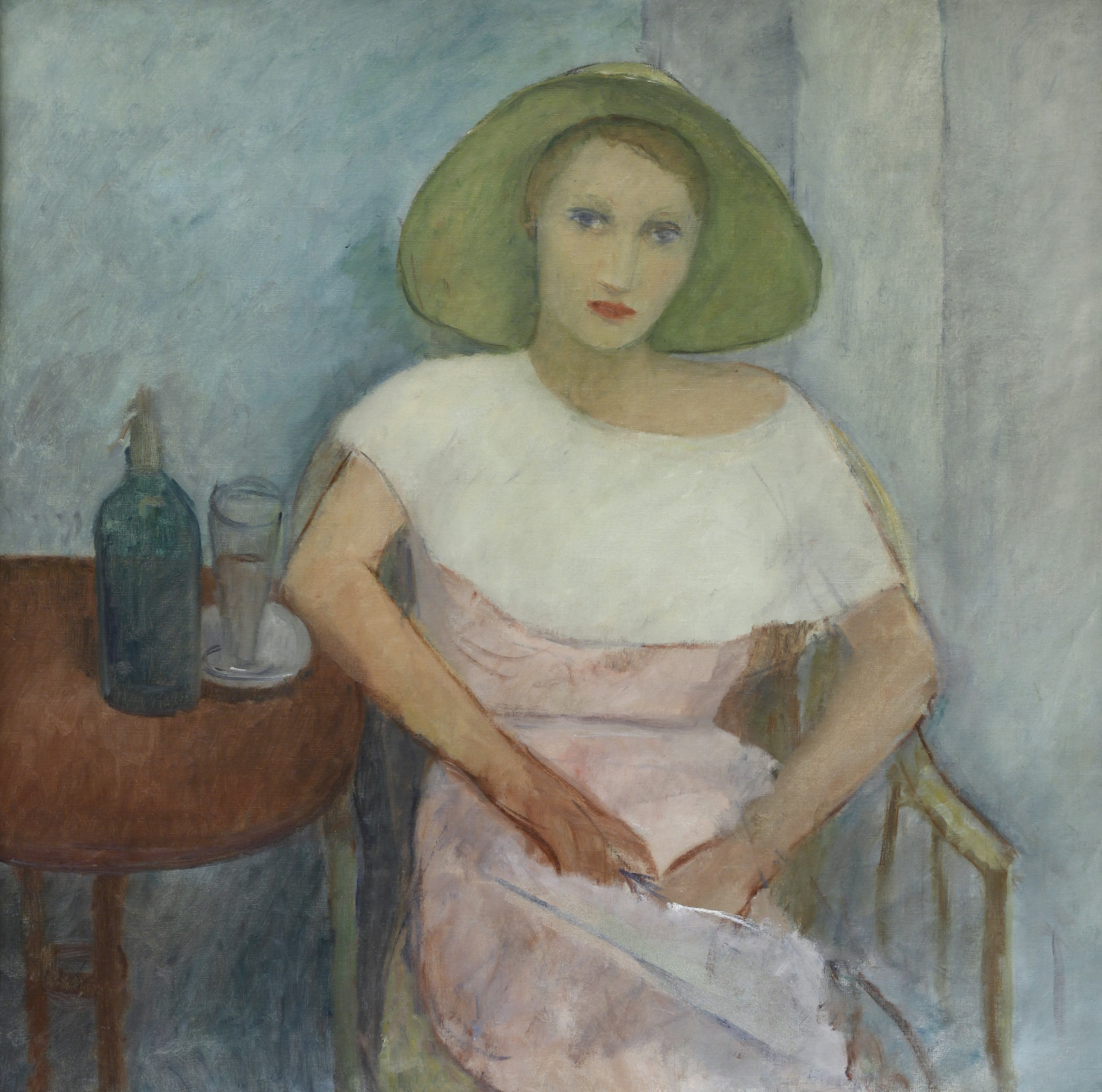
Oscar Sorgato, Ritratto di donna con grande cappello, 1936-1937, olio su tela. Milano, collezione Koelliker.

Nel 1939 fu coinvolto alla Mostra Sindacale Regionale di Belle Arti di Milano, nello stesso anno espose in una Mostra Personale nella Galleria Gian Ferrari e nel 1940 partecipò a una piccola collettiva presso la Galleria Nova in via della Spiga 24. 
Negli ultimi anni della sua vita, Sorgato presentò due dipinti Autunno a Venezia e Figura in costume alla XXIIª Esposizione Biennale di Venezia.
Sorgato scomparse prematuramente il 16 luglio 1941 colpito dalla tubercolosi come la madre Ernesta.
Nel 1942 gli artisti Ascanio Teraldi, Pierangelo Basorini, Giuseppe Mascarini, Emma Hurliman organizzarono una mostra postuma alla Permanente in via Principe Umberto 32, lo stesso luogo che ospitò per un intero decennio durante le sue Esposizioni Sindacali.